# Kierowca

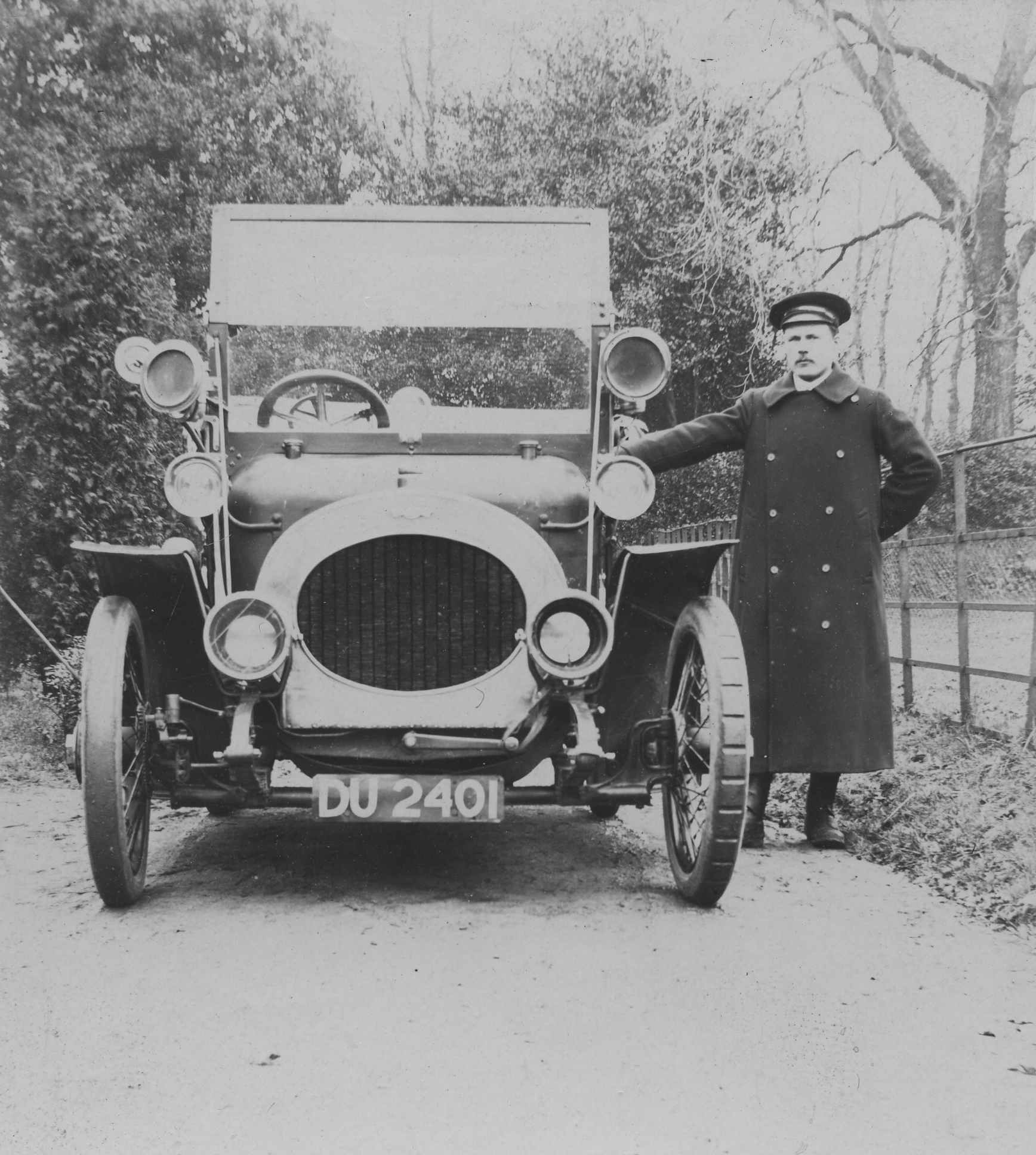
Szofer, Wielka Brytania, 1910

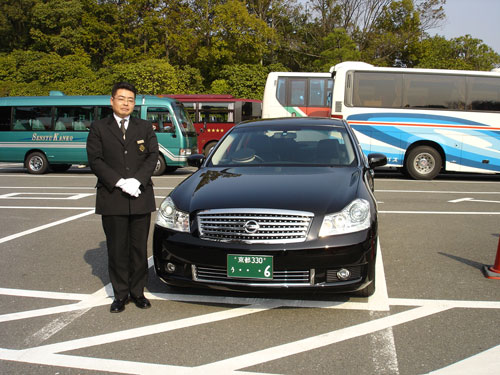
Szofer, Japonia

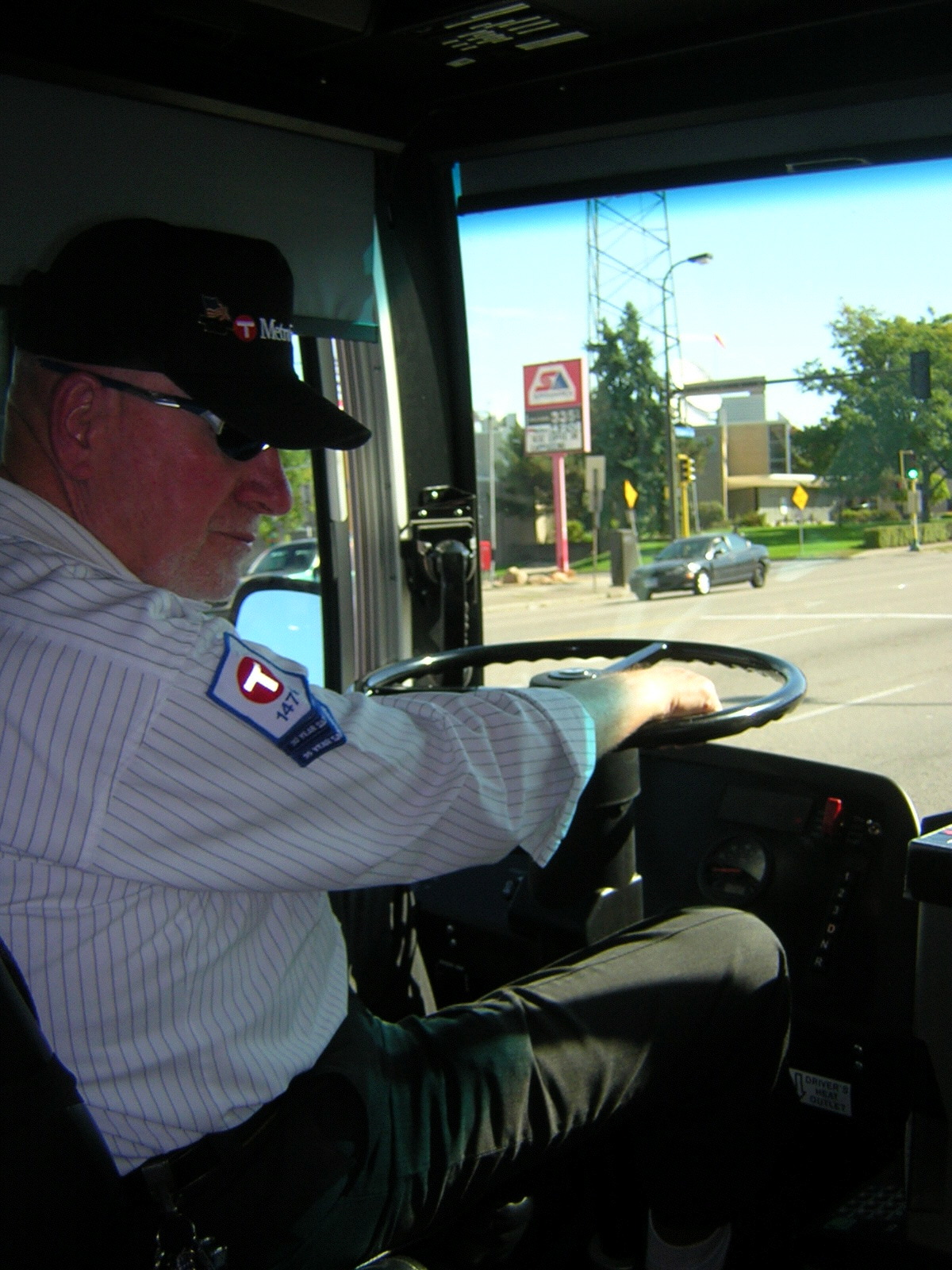
Kierowca autobusu, USA

Kierowca – osoba uprawniona do kierowania pojazdem silnikowym lub motorowerem.

## Kierowca osobisty
Kierowców, którzy pobierają pensje, kierując autami przewożącymi ważne osoby, określa się szoferami. Słowo szofer wywodzi się od francuskiego terminu chauffeur (pol. palacz), ponieważ pierwsze pojazdy (w tym ich kolejowe i morskie odpowiedniki, tj. parowce, parostatki itp.) napędzane były silnikami parowymi wymagającymi obsługi palacza.
W węższym znaczeniu szoferem można określić kierowcę zatrudnionego do prowadzenia samochodów luksusowych (duże sedany lub limuzyny). Szofer może być zaliczany do tzw. służby domowej.

## Kierowca autobusu
Miejsce kierującego w autobusach zajmuje kierowca autobusu. Na dłuższych trasach w autobusie musi być minimum 2 kierowców zawodowych, co powoduje możliwość ciągłej jazdy przez 18 godzin. Zmieniają się oni cyklicznie, co cztery i pół godziny. Jest to spowodowane troską o bezpieczeństwo pasażerów.

## Kierowca z superlicencją
Jednymi z najlepiej zarabiających kierowców zawodowych są kierowcy zawodów Formuła 1. Uprawnieniem w tym przypadku jest tzw. superlicencja.

## Kierowca w Polsce
Wymagania stawiane kierowcom w Polsce:
- Posiadanie odpowiedniej kat. prawa jazdy – A, B, C, D, B+E, C+E, D+E (wymiana dokumentu: kat. B co 15 lat, kat. C i kat. D co 5 lat).
- Niekaralność (kierowcy zawodowi).
- Uzyskanie świadectwa kwalifikacji na przewóz rzeczy (również materiałów niebezpiecznych) i osób (również taksówką), poprzez przejście jednorazowej kwalifikacji wstępnej, a następnie odbyciu co 5 lat szkolenia okresowego.
- Wzięcie udziału w kursach z zakresu czasu pracy kierowcy i obsługi tachografu.
- Poddanie się badaniom i psychotestom co 5 lat.
- W przypadku prowadzenia prywatnej działalności gospodarczej – zdobycie certyfikatu kompetencji (przewoźnicy drogowi).